# Radio 4
I Radio 4 sono stati un gruppo musicale dance-punk statunitense originario di Brooklyn e attivo dal 1999 al 2012.

## Membri
- Anthony Roman - voce, basso (1999-2012)
- Greg Collins - batteria (1999-2012)
- Greg Collins - batteria (1999-2012)
- Tommy Williams - chitarra, voce (1999-2005)
- P.J. O'Connor - percussioni (2002-2012)
- Dave Milone - voce, chitarra (2005-2012)
- Gerard Garone - tastiere (2002-2008)

## Discografia

### Album in studio
- 2000 - The New Song & Dance
- 2002 - Gotham!
- 2004 - Stealing of a Nation
- 2006 - Enemies Like This

### EP
- 2001 - Dance to the Underground
- 2004 - Electrify
- 2006 - Enemies Like This Remixes
- 2006 - Packing Things Up on the Scene